# Chalema
Chalema là một chi thực vật có hoa trong họ Cucurbitaceae.

## Loài
Chi Chalema gồm các loài: